# Nascia
Nascia és un gènere d'arnes de la família Crambidae.

## Taxonomia
- Nascia acutellus (Walker, 1866)
- Nascia cilialis (Hübner, 1796)
- Nascia citrinalis Warren, 1892